# Vorlaufverschiebung
Die Vorlaufverschiebung ist ein Begriff der Betriebswirtschaftslehre. Bei der termingerichteten Nettobedarfsrechnung (Bedarfplanung) werden dort unter den Vorlaufzeiten die Zeiten für die Beschaffung und Herstellung untergeordneter Teile verstanden, um übergeordnete rechtzeitig produzieren zu können. Dadurch sollen Engpässe vermieden werden. Die Vorlaufverschiebung ist die zeitliche Differenz, die sich zwischen den Bedarfsperioden des übergeordneten und untergeordneten Teils ergibt.
Um eine optimale Durchlaufzeit zu erreichen, müssen untergeordnete Produktbestandteile bei Arbeitsbeginn des übergeordneten Produkts vorhanden sein. Die Produktion bzw. die Beschaffung eines untergeordneten Teils muss also um seine Bestell- bzw. Durchlaufzeit entsprechend früher bestellt werden. Dies ist notwendig, damit es dem übergeordneten Produkt rechtzeitig zur Verfügung steht.